# Canal d’Orléans
Der Canal d’Orléans (dt.: Orléans-Kanal) ist ein ehemaliger Schifffahrtskanal in Frankreich, der im Département Loiret in der Region Centre-Val de Loire verläuft und den Höhenzug zwischen den Tälern der Loire und des Loing überwindet. Er wurde 1954 außer Betrieb genommen.

## Verlauf und technische Infrastruktur

Höhenprofil des Kanals

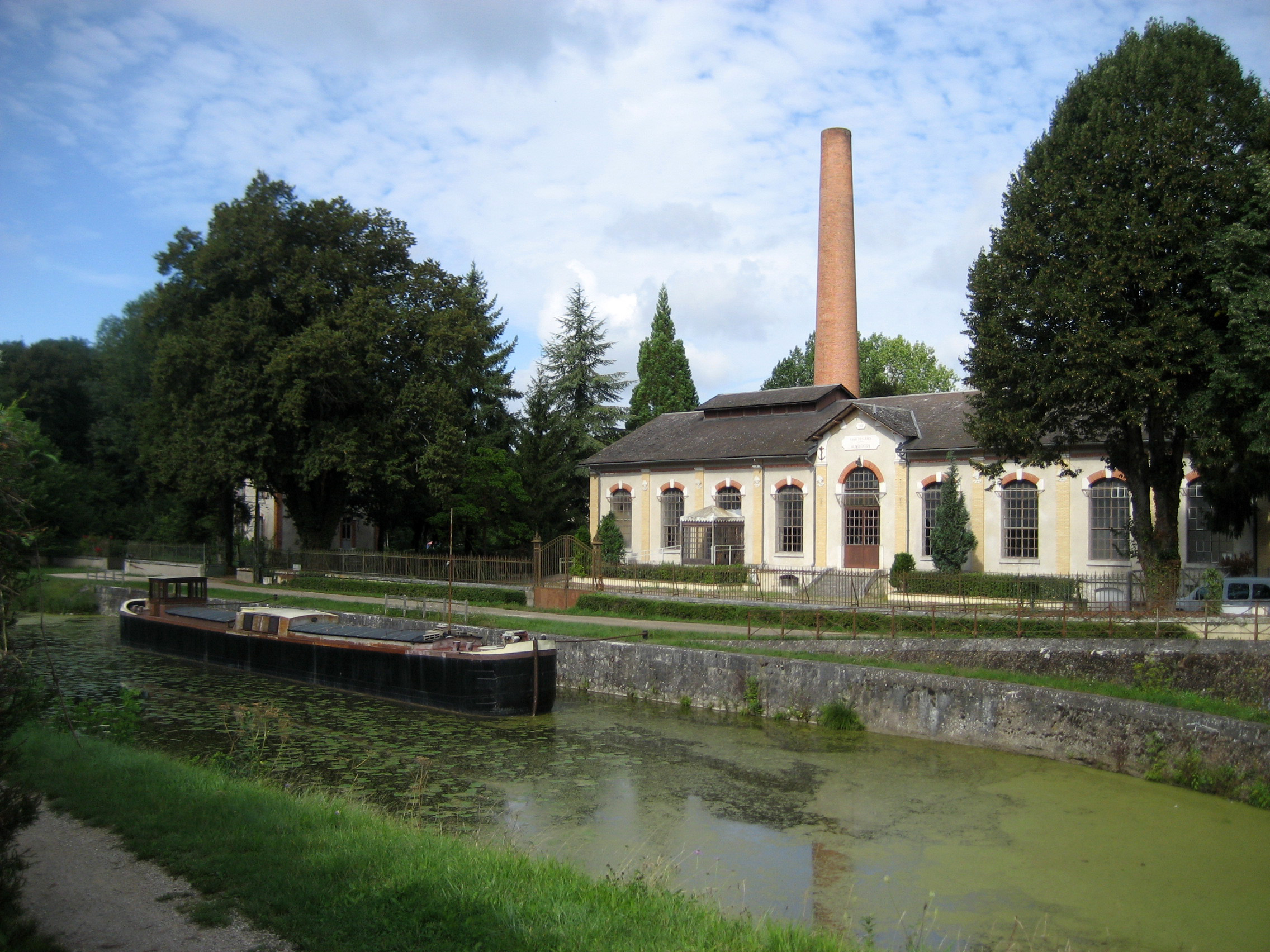
Ehemaliges Kraftwerk zur Versorgung der Pumpen am Kanal in Fay-aux-Loges

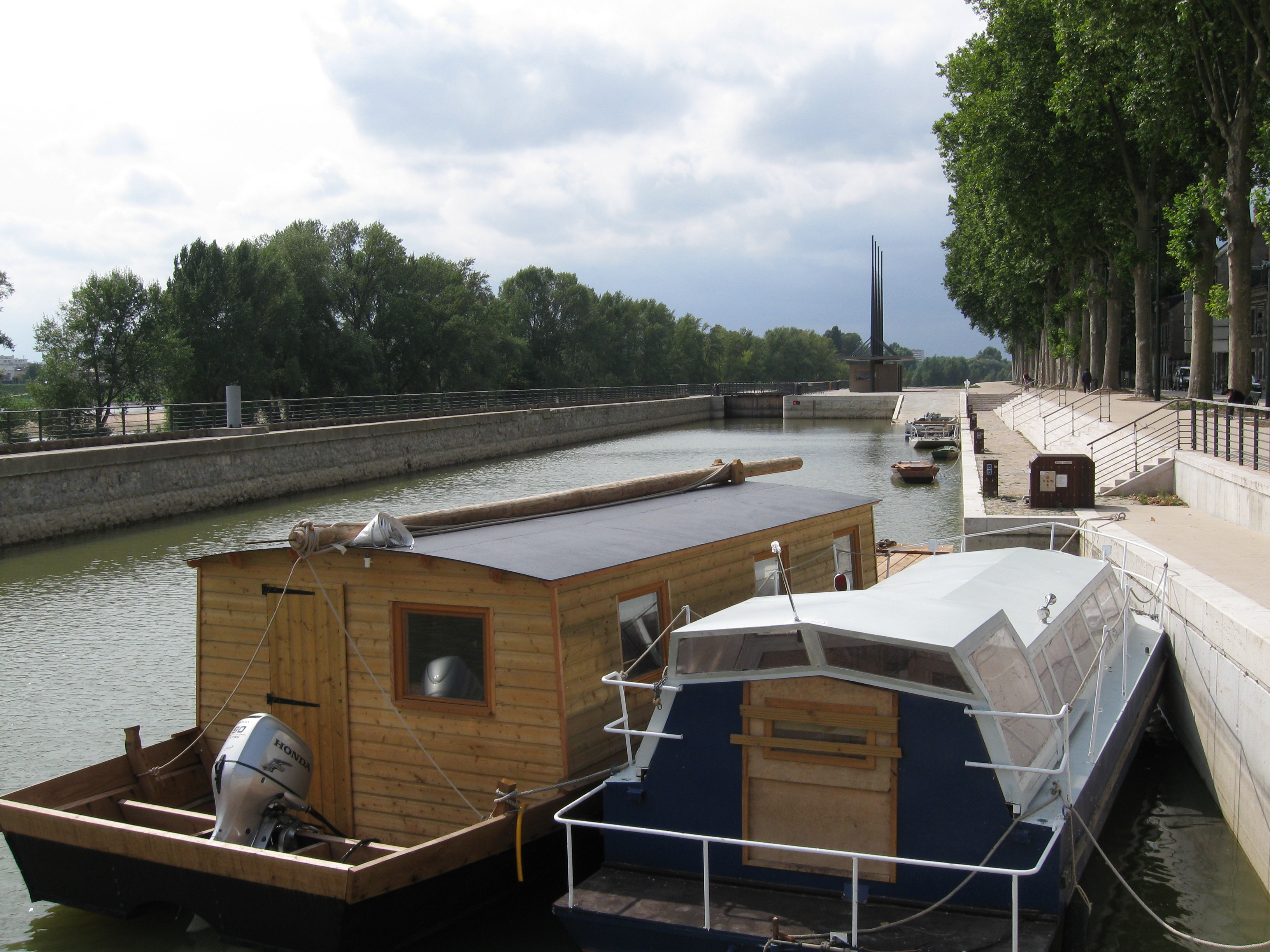
Neu gebautes Hafenbassin am Kanalende in Orléans

Der Kanal beginnt im Stadtzentrum von Orléans, wo er am rechten Flussufer von der Loire abzweigt. Er verläuft zunächst stromaufwärts, nur durch eine Mauer von Fluss getrennt. Bei Combleux verlässt er das Loiretal in Richtung Nordosten. In Fay-aux-Loges lieferte ein Kohlekraftwerk von 1911 bis 1922 Strom für 12 elektrische Pumpstationen; 11 davon an den loireseitigen Schleusen, die zwölfte speiste den Étang de la Vallée.
Die Scheitelhaltung liegt bei Combreux mit dem Wasserspeicher Étang de la Vallée. Nach einer Gesamtstreck von 78 Kilometern mündet er beim Ort Buges bei Montargis an der Schnittstelle der Kanäle Canal de Briare und Canal du Loing.
Dieser Wasserscheidenkanal überwindet mit 12 Schleusen den Höhenunterschied von 33 Metern ins Loiretal, mit 16 Schleusen die 42 Meter zum Loing. Nach mehreren Umbauten sind die Schleusen auf der Loireseite für das Freycinet-Maß (39 m × 5,20 m) und auf der Loingseite für die Schiffsnormgröße Becquey (30,40 m × 5,20 m) ausgelegt.

### Koordinaten
- Ausgangspunkt des Kanals: 47° 53′ 53″ N, 1° 55′ 2″ OKoordinaten: 47° 53′ 53″ N, 1° 55′ 2″ O
- Endpunkt des Kanals: 48° 1′ 38″ N, 2° 43′ 19″ O

### Orte am Kanal
- Orléans
- Combleux
- Chécy
- Fay-aux-Loges
- Vitry-aux-Loges
- Combreux
- Sury-aux-Bois
- Coudroy
- Chailly-en-Gâtinais
- Chevillon-sur-Huillard

## Geschichte
Der Kanal wurde in den Jahren 1680 bis 1693 errichtet. Nach seiner Eröffnung konnten die Schiffe von der Loire über den Canal d’Orléans und den Canal du Loing die Seine erreichen und damit direkt bis Paris gelangen. Da die Transportleistung im Laufe der Jahre immer mehr abnahm, wurde der Kanal 1954 aus der Liste der schiffbaren Gewässer Frankreichs gestrichen und vom Staat an die Gebietskörperschaften verkauft.
Der derzeitige Eigentümer, der Generalrat des Départements Loiret, arbeitet an der Restaurierung des Kanals und beabsichtigt eine Wiedereröffnung für den Wassertourismus mit Sport- und Hausbooten. Mit dieser Zielsetzung wurde die Association pour la Navigation du Canal d’Orléans (ANCO) gegründet. Auf der Loire-Seite ist der Ausbau bis Grignon abgeschlossen.